# Euer Schweigen schützt euch nicht
Das 2012 im Orlanda Frauenverlag erschienene Buch Euer Schweigen schützt euch nicht: Audre Lorde und die Schwarze Frauenbewegung in Deutschland ist eine von Peggy Piesche herausgegebene Anthologie. Der Band vereint Texte von und über Audre Lorde sowie Beiträge verschiedener Autorinnen, die die Entwicklung der Schwarzen Frauenbewegung in Deutschland über einen Zeitraum von 25 Jahren beleuchten. Mit einer Mischung aus Essays, Gedichten, Vorträgen und Erzählungen behandelt das 239 Seiten umfassende Werk Themen wie Sexismus, Rassismus, Homophobie und Klassenfragen. Der Titel des Buches greift Lordes bekannten Ausspruch „Your silence will not protect you“ auf und unterstreicht damit die zentrale Botschaft des Werkes, das als wichtiger Beitrag zur Sichtbarmachung Schwarzer deutscher Geschichte gilt.

## Inhalt und Aufbau

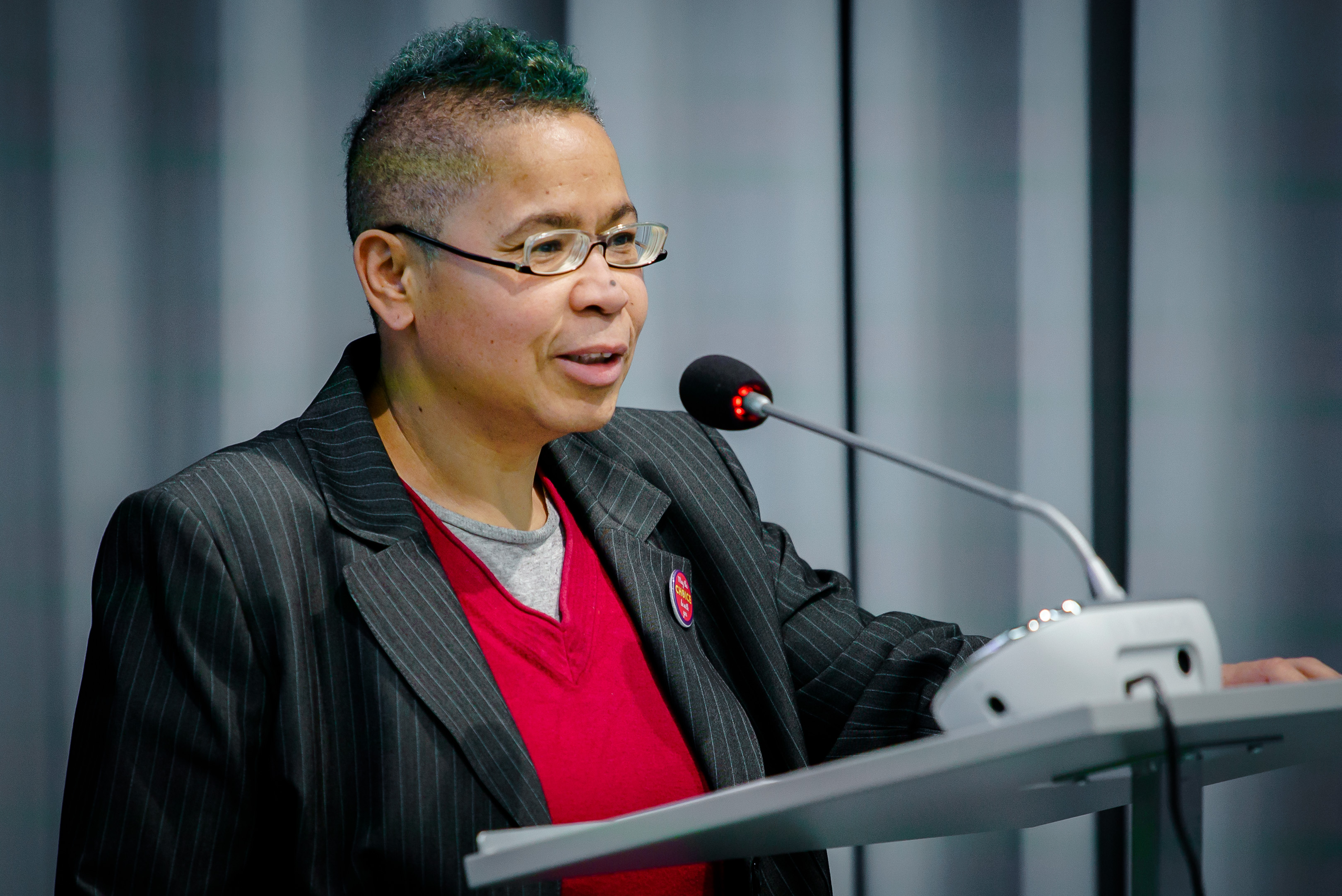
Peggy Piesche, Herausgeberin der Anthologie Euer Schweigen schützt euch nicht

Das von Peggy Piesche herausgegebene Buch Euer Schweigen schützt euch nicht: Audre Lorde und die Schwarze Frauenbewegung in Deutschland erschien 2012 im Orlanda Frauenverlag, Berlin. Es handelt sich um eine Anthologie, die Texte von und über Audre Lorde sowie Beiträge zur Schwarzen Frauenbewegung in Deutschland vereint. Der Band umfasst 239 Seiten und ist in fünf Kapitel gegliedert. Er enthält sowohl bereits veröffentlichte als auch bisher unveröffentlichte Texte von Audre Lorde.
Ergänzt werden diese durch Beiträge von Frauen, die gemeinsam mit Lorde den Weg einer deutschen Schwarzen Frauenbewegung gingen, sowie von Schwarzen Frauen der nachfolgenden Generationen. Zu den weiteren Autorinnen gehören unter anderem Ana Herrero Villamor, May Ayim, Maisha M. Eggers, Gloria Wekker, Raja Lubinetzki, Nzingha Guy St. Louis, Katharina Oguntoye und Katja Kinder.
Die Texte umfassen verschiedene Genres wie Essays, Gedichte, Vorträge und Erzählungen. Thematisch befassen sich die Beiträge mit Sexismus, Rassismus, Homophobie und Klassenfragen. Das Buch enthält zudem zeitgeschichtliche Dokumente wie Fotografien und Erinnerungen. Neben literarischen und essayistischen Arbeiten finden sich auch akademische Texte in der Sammlung.
Die Anthologie gibt einen Überblick über 25 Jahre Schwarze deutsche Frauenbewegung, ausgehend von Lordes Wirken in der Bundesrepublik. Sie beleuchtet die veröffentlichten Schriften, geführten Kämpfe und den Widerstand gegen Rassismus in Deutschland. Der Titel des Buches bezieht sich auf Lordes Aufruf „Your silence will not protect you“, der als prägend für die internationale Frauenbewegung und besonders für die Bewegung Schwarzer Frauen gilt. In ihrer Einführung geht die Herausgeberin Peggy Piesche auf die Bedeutung von Sprache für widerständiges Handeln ein.

## Hintergrund und Bedeutung

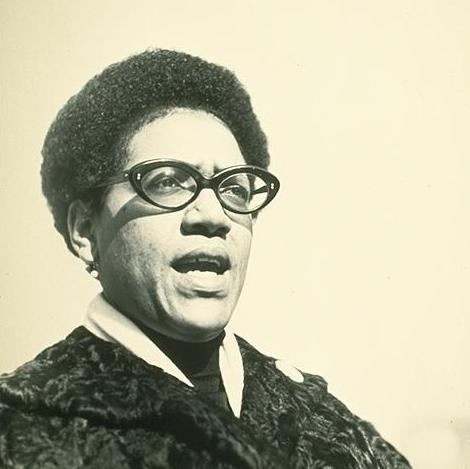
Audre Lorde, zentrales Thema in der Anthologie Euer Schweigen schützt euch nicht

Das Buch Euer Schweigen schützt euch nicht erschien 2012 anlässlich des 20. Todestages der afroamerikanischen Schriftstellerin und Aktivistin Audre Lorde. Der Titel greift Lordes bekannten Ausspruch „Your silence will not protect you“ auf und verdeutlicht die zentrale Botschaft des Werkes.
Das Buch beinhaltet Reflexionen über die Anfänge der Schwarzen Frauenbewegung in den 1980er Jahren und deren Entwicklung. Die Publikation greift zentrale Konzepte von Lordes Denken auf, wie die kreative Kraft sozialer Unterschiede. Sie dokumentiert die Entstehung von Organisationen und Netzwerken Schwarzer Frauen in Deutschland. Das Buch behandelt die Herausforderungen der Selbstorganisation und politischen Artikulation in einem mehrheitlich weißen Kontext. Es beleuchtet die Bedeutung von Sprache und Begrifflichkeiten für die Schwarze Frauenbewegung.
Die Anthologie enthält auch bisher unveröffentlichte Gedichte, etwa von May Ayim. Sie thematisiert die transnationale Vernetzung Schwarzer Frauenbewegungen. Das Werk reflektiert die Auseinandersetzung mit weißem Feminismus und dessen Ausschlüssen. Es dokumentiert die Entwicklung intersektionaler Perspektiven in Deutschland. Die Publikation verdeutlicht die Relevanz von Lordes Denken für gegenwärtige aktivistische Kämpfe. Sie beleuchtet die Bedeutung kollektiver Erinnerung und Geschichtsschreibung für marginalisierte Gruppen.
Das Buch steht in einer Reihe von Veröffentlichungen, die US-amerikanische Schwarze feministische Diskurse in Deutschland kontextualisieren. Es versteht sich als Beitrag zur Sichtbarmachung Schwarzer deutscher Geschichte.

## Rezeption
Das Buch Euer Schweigen schützt euch nicht erfuhr nach seiner Veröffentlichung eine vielfältige Rezeption in der deutschsprachigen Literaturkritik und Wissenschaft. Mehrere Rezensenten hoben die Bedeutung des Werks für die Dokumentation und Sichtbarmachung der Schwarzen Frauenbewegung in Deutschland hervor. Die Literaturwissenschaftlerin Aline Maldener bezeichnete den Band in einer Rezension für H-Soz-Kult als „literarisch wertvoll und literaturwissenschaftlich interessant“. In einer Besprechung für literaturkritik.de betonte Heinz-Jürgen Voß die politische Dimension des Buchs und dessen Beitrag zur Kritik an rassistischen Strukturen in der Bundesrepublik.
Die Zusammenstellung bereits veröffentlichter und neuer Texte wurde von Rezensenten als gelungener Überblick über 25 Jahre Schwarze deutsche Frauenbewegung gewürdigt. Kritisch angemerkt wurde in einigen Besprechungen die teilweise schwankende literarische Qualität der Beiträge. Die interdisziplinäre Herangehensweise des Bands, der literarische und wissenschaftliche Texte vereint, fand in Rezensionen sowohl Lob als auch Kritik. Mehrfach wurde auf die Relevanz des Buchs für aktuelle Debatten um Rassismus und Intersektionalität in Deutschland verwiesen.
Die Rezeption betonte zudem die Bedeutung des Bands für die Würdigung des Wirkens von Audre Lorde in Deutschland. Einige Rezensenten sahen in dem Buch einen wichtigen Beitrag zur Historisierung der Schwarzen Frauenbewegung in Deutschland. Die Vielfalt der versammelten Perspektiven und Stimmen wurde in mehreren Besprechungen positiv hervorgehoben. Insgesamt wurde das Buch in der Rezeption überwiegend als wichtiger Beitrag zur Erforschung und Dokumentation Schwarzer feministischer Geschichte in Deutschland gewürdigt.
Der Band wird in akademischen Kontexten als Referenzwerk zur Geschichte und den Perspektiven Schwarzer Frauen in Deutschland herangezogen. Es hat Diskussionen über die Notwendigkeit der Anerkennung und Aufarbeitung des deutschen Kolonialerbes angeregt. Die Publikation wird als Meilenstein in der Dokumentation und Würdigung der Beiträge Schwarzer Frauen zum feministischen Diskurs in Deutschland gesehen. Sie hat dazu beigetragen, die Stimmen und Erfahrungen Schwarzer Frauen in den Mittelpunkt zu rücken und deren Bedeutung für die deutsche Gesellschaft und Kultur hervorzuheben.